# Campoplex cursitans
Campoplex cursitans är en stekelart som först beskrevs av Holmgren 1860.  Campoplex cursitans ingår i släktet Campoplex och familjen brokparasitsteklar. Arten är reproducerande i Sverige. Utöver nominatformen finns också underarten C. c. exareolatus.